# HD 164922 c
HD 164922 c è un pianeta extrasolare in orbita attorno alla stella HD 164922, a circa 72 anni luce dalla Terra.. Per le sue caratteristiche fisiche, è stato indicato dai suoi scopritori come un pianeta nettuniano temperato.

## Scoperta
Il pianeta è stato scoperto nel 2016 grazie ad osservazioni eseguite con lo spettrometro HIRES attivo presso il W. M. Keck Observatory, sul vulcano Mauna Kea, nelle Hawaii, nel corso di una ricerca volta alla scoperta di nuovi oggetti in sistemi planetari nei quali era già nota la presenza di almeno un pianeta - com'era appunto il caso di HD 164922. È stato individuato usando il metodo della velocità radiale che individua le piccole variazioni nella velocità radiale della stella causate dalla gravità del pianeta.

## Caratteristiche
HD 164922 c è un gigante gassoso con una massa minima di circa 12,9 M⊕, confrontabile con quella di Urano (pari circa a 14,5 M⊕). Orbita la propria stella - una nana gialla - a una distanza di 0,33 UA, su un'orbita moderatamente eccentrica che nel sistema solare sarebbe interna a quella di Mercurio. Il suo periodo orbitale è di circa 75,7 giorni.